# Claude Mercier (football)
Pour les articles homonymes, voir Mercier.
Claude Mercier, né le 16 août 1925 à Lorient et mort le 27 décembre 2014 à Caen, est un footballeur français.

## Carrière
Claude Mercier grandit à Lorient, sa ville natale. Fils d'un ancien footballeur du FC Lorient, il s’avère doué également et fait ses débuts chez les « Merlus » en 1940, à 16 ans. Il joue alors « inter » (attaquant) aussi bien que « demi » (milieu de terrain). Le temps de son service militaire, de 1944 à 1947, il rejoint les Girondins ASP de Bordeaux avec lesquels il dispute un match de championnat de France de football en 1946-1947, sans être cependant professionnel. Il est à cette époque sélectionné en équipe de France militaire où il se lie avec René Vignal. En 1947-1948, alors qu'il joue au FC Lorient, il fait également partie d'une sélection amateure des « Ligues de l'ouest ».
Après avoir été en contact avec plusieurs clubs professionnels, notamment le SCO d'Angers, il décide finalement de renoncer à une carrière de footballeur professionnel, une condition alors relativement précaire, et de rejoindre un club du Championnat de France amateur (CFA), alors le troisième échelon du football français, qui lui offrira une opportunité professionnelle parallèle. Il trouve en décembre 1948 un accord avec le Stade Malherbe Caen, dont le président Robert Chambily lui propose un poste de représentant commercial dans l'industrie automobile.
Sur le terrain, ses qualités techniques peu communes à ce niveau et son charisme en font vite un titulaire important. Il est nommé capitaine à la suite de Jacques Guillard, et fait venir deux anciens coéquipiers lorientais, Roger Kergal et Pascal Coader. Avec d'autres coéquipiers au long cours comme le gardien de but René Brandao ou encore Gérard Léonce, ils forment la colonne vertébrale de l'équipe caennaise des années 1950,. Mercier est même sélectionné en équipe de France amateure à deux reprises, en 1953 contre l'Angleterre (match au cours duquel il marque) et 1954 contre l'Allemagne.
Les Caennais se classent à plusieurs reprises parmi les meilleures équipes de CFA, mais ils font surtout parler d'eux en Coupe de France. En 1952-1953, ils éliminent le Stade de Reims, champion de France en titre, où évoluent notamment Raymond Kopa et Robert Jonquet, deux grands internationaux français (2-1, après prolongation). Mercier, capitaine des Caennais, est cité comme le meilleur joueur ce jour-là. En 1956, ils écartent successivement le Racing Club de Paris (3-2) et Alès (1-0), des clubs de D1 et D2, avant de s’incliner face au RC Lens après prolongation, ce qui vaut au club de recevoir le « challenge France-Football » récompensant la meilleure équipe amateur en Coupe de France. En 1958, les Caennais de Mercier poussent enfin le FC Nantes à disputer cinq rencontres, un record, pour se départager (il n'y a alors pas de tirs au but).
En fin d'année 1958, Mercier se trouve pourtant écarté du onze titulaire et, sur un « malentendu », met à 33 ans un terme à sa carrière sportive. Il revient brièvement trois ans plus tard pour tenter de sauver une saison mal embarquée, mais ne parvient pas à empêcher la relégation du club en Division d'honneur. Mercier raccroche alors définitivement, après une dizaine de saisons passées comme titulaire en équipe première - soit de l’ordre de 250 matchs. Il reste cependant dans l'environnement du club et entraîne notamment l'équipe réserve en 1964-1965. Il ouvre par ailleurs une première concession automobile dans l'agglomération caennaise, activité qu'il conserve jusqu'au début des années 1990.
En 2013, à l'occasion du centenaire du club caennais, Claude Mercier est mis à l'honneur et son nom est donné à l'emblématique Stade de Venoix,, où l'équipe caennaise a évolué pendant 80 ans jusqu'à l'inauguration du Stade Michel-d'Ornano en 1994. Mercier meurt l'année suivante, le 27 décembre 2014,.